# 1954 في أستراليا
فيما يلي قوائم الأحداث التي وقعت خلال عام 1954 في أستراليا.

## أحداث
- 7 نوفمبر – جائزة أستراليا الكبرى 1954

## أفلام
من الأفلام التي صدرت هذه السنة في أستراليا:
- 1 يناير – لونغ جون سيلفر من إخراج بايرون هاسكين [الإنجليزية]‏.

## مواليد

### يناير
- 1 يناير – جولي مكروسين ممثلة هزلية أسترالية.
- 1 يناير – سيلما إهرام سياسية أسترالية.

### فبراير
- 9 فبراير – جينا رينهارت سيدة أعمال أسترالية.

### أبريل
- 18 أبريل – دينيس تالبوت ملاكم أسترالي.

### يونيو
- 28 يونيو – مارك إدموندسون لاعب كرة مضرب أسترالي.

### يوليو
- 30 يوليو – أندريس بليكافس لاعب كرة سلة أسترالي.

### أكتوبر
- 24 أكتوبر – مالكولم تورنبول

### نوفمبر
- 12 نوفمبر – بول ماكنامي لاعب كرة مضرب أسترالي.